# Tedo Abzhandadze
Tedo Abzhandadze (nacido el 13 de junio de 1999) es un jugador georgiano de rugby que juega como mediocampista para AIA Kutaisi en el Didi 10 y en la Selección de rugby de Georgia . Fue miembro del equipo de Georgia U20 para el Campeonato Mundial Sub-20 de Rugby 2017, el Campeonato Mundial Sub-20 de Rugby 2018 y el Campeonato Mundial Sub-20 de Rugby 2019 .